# Шамбр (Манш)
Шамбр (фр. Chambres) насеље је и општина у северној Француској у региону Доња Нормандија, у департману Манш која припада префектури Авранш.
По подацима из 2011. године у општини је живело 127 становника, а густина насељености је износила 30,38 становника/km². Општина се простире на површини од 4,18 km². Налази се на средњој надморској висини од 136 метара (максималној 133 m, а минималној 68 m).

## Демографија
| 1962. | 1968. | 1975. | 1982. | 1990. | 1999. | 2011. |
| ----- | ----- | ----- | ----- | ----- | ----- | ----- |
| 112   | 118   | 97    | 86    | 81    | 92    | 127   |

График промене броја становника у току последњих година